# موسى بن أبي العباس
موسى بن أبي العباس هو والي مصر العباسي من 219 هـ حتى 224 هـ.
ولى مصر من قبل أشناس التركي، عَلَى صلاتها مستهلّ رمضان سنة 219 هـ فجعل عَلَى شُرَطه أَخاه الْحَسَن بن أَبِي الْعَبَّاس. خلال فترة توليه المنصب، كانت مصر في حالة هادئة نسبيًا، ولكن في نفس الوقت ظل امتحان الناس في ما يُعرف بمحنة خلق القرآن التي ظلت جارية طوال عهد المعتصم بالله. كما اضطر في سنواته الأخيرة للتعامل مع نزاع مع بعض أهل الحوف الشرقي، وهدأ الوضع.
ظل موسى إلى ربيع الأوَّل سنة 224 هـ، فكانت وِلايته أربع سنين وتسعة أشهُر، وحل محله مالك بن كيدر.